# Астра (район Чернигова)
Астра (укр. Айстра) — исторически сложившаяся местность (район) Чернигова, расположена на территории Новозаводского административного района. Площадь — 50,7 га.

## История
Территория площадью 50,7 га Радянско-Слободского сельсовета была включена в состав Черниговского горсовета Решением Про изменение границ города Чернигов Черниговской области (Про зміну меж міста Чернігів Чернігівської області) от 8 июля 1999 года № 872-14. Данный участок предполагался для индивидуального жилищного строительства.

## Территория
Район расположен на крайнем западе Чернигова на надпойменной террасе реки Белоус (левый берег) — западнее перекрёстка улиц Леонида Пашина и Циолковского, что непосредственно у административной границы Черниговского горсовета с Черниговским районом. Застройка района представлена частично малоэтажной жилой (2-этажные дома по улице Чудинова), преимущественно усадебной. Отсутствует сеть централизованной канализации в усадебной застройке. Юго-западнее примыкает село Павловка, западнее — пруд рыбоводства (Черниговский район), северо-западнее — лес (Черниговский район), восточнее — промышленные и строительные объекты (ПМК, АТП, управление механизации строительства «Черниговстрой»).
На севере расположена база топливно-горючих материалов (государственное предприятие «комбинат «Айстра»»). Территорию комбината и усадебной застройки разделяет лес. Западнее перекрестка улиц Леонида Пашина и Циолковского расположено урочище и городской лесопарк Подусовка. Западная часть микрорайона — урочище Гора — памятник археологии местного значения поселение «Гора» (3-5, 11-13 века) охранный №1848-Чр, взятый под охрану Приказом Министерства культуры Украины от 03.03.2017 № 154. Часть урочища занята усадебной застройкой. 

### Улицы
Белогорская, Льговская, Рассветная, Славутичская, Славянская, Соловьиная.

## Социальная сфера
Нет школ и детсадов. 

## Транспорт
- Троллейбус: нет
- Автобус: маршруты № 41 (по улице Циолковского и Славутичской)